# Maciej Żurawski
Maciej Stanisław Żurawski, poljski nogometaš, * 12. september 1976, Poznań, Poljska.